# Anemonoides ranunculoides
Anemonoides ranunculoides ((L.) Holub, 1973), comunemente noto come anemone giallo, è una pianta appartenente alla famiglia delle Ranunculaceae, originaria di Europa e Medio Oriente.

## Etimologia
Il nome del genere a cui apparteniene questo fiore (anemonoides) segue per la prima parte l'etimologia del genere Anemone: questo nome è attribuito a Teofrasto significa fiore del vento per le fragili corolle variamente colorate che si agitano al minimo spirare del vento. Infatti in greco anemos = vento. È Ateneo che c'informa inoltre che Teofrasto conosceva tre diverse specie di anemoni (il montano che fiorisce alla fine della primavera, il pratese che fiorisce in estate e il sativo i cui fiori si trovano dalla fine dell'inverno a tutta la primavera). Il suffisso -oides significa letteralmente "a forma di", data la somiglianza tra le specie appartenenti a questi due generi.

L'epiteto specifico invece deriva indubbiamente dalla somiglianza di questa specie con la pianta del ranuncolo.

## Descrizione
È una pianta alta fino a 30 cm, del tipo erbaceo perenne, quasi completamente glabra e rizomatosa. Ha uno sviluppo strisciante, quasi a tappeto. Entra subito in fioritura nelle prime giornate tiepide della primavera evitando così che le prime foglie degli alberi oscurino eccessivamente il suolo. Al calare del giorno o quando inizia la pioggia l'anemone inclina i suoi fiori verso terra, mentre i petali esterni si avvicinano a forma di cupola per proteggere gli stami e i pistilli preziosi per la propagazione della specie.
È una specie geofita rizomatosa: si tratta quindi di una pianta il cui fusto sotterraneo ogni anno produce nuove radici e nuovi fusti secondari.

### Radici
Da rizoma con moltissime radichette secondarie e carnose.

### Fusto
La parte ipogea consiste in un rizoma ad andamento orizzontale dal colore giallo-bruno.
La parte epigea consiste in uno scapo fiorale unifloro esile ma eretto.

### Foglie

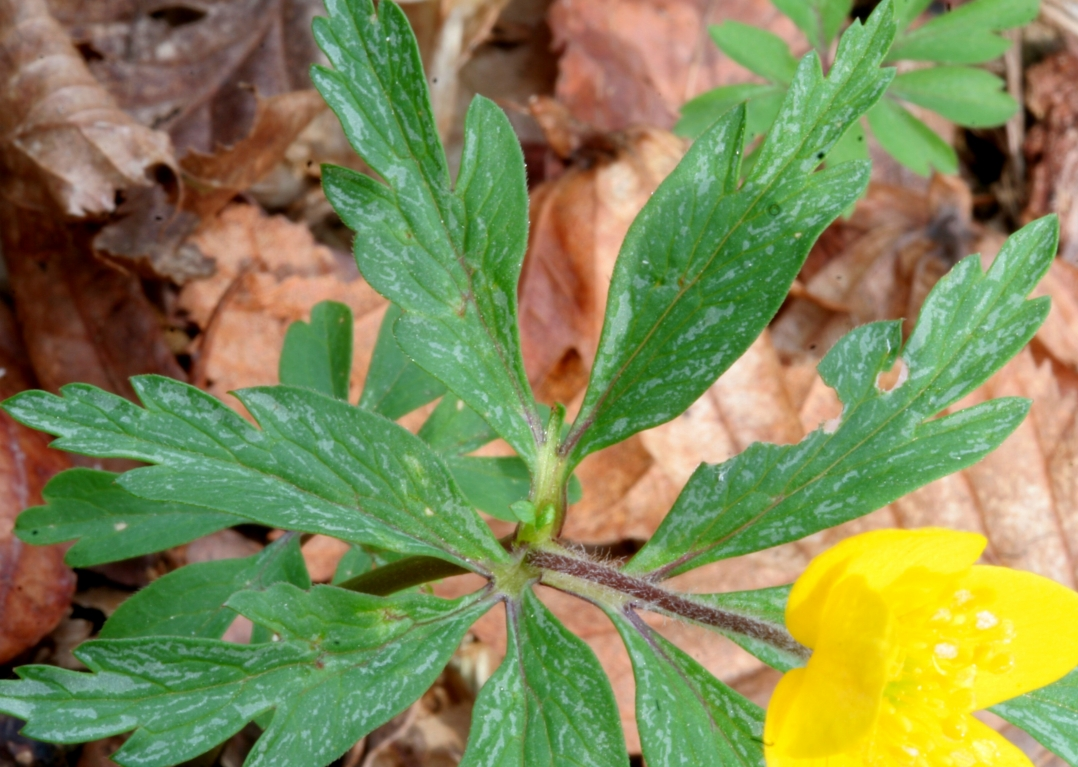
Le foglie

Le foglie di A. ranunculoides si dividono in due tipi: basali e cauline.
Le foglie basali o radicali sono assenti al momento della fioritura ma a volte non ci sono proprio.
Le foglie cauline sono 3 in disposizione verticillare a partire dal quarto superiore della pianta. Queste foglie (contrariamente a quelle basali) sono sessili e picciolate di forma palmatosetta. I segmenti della foglia (da 3 a 5) sono lanceolati irregolarmente e dentati in modo evidente. 

### Infiorescenza
Il fiore generalmente è unico, ma a volte può essere accompagnato da un secondo (o un terzo) fiore (ma parzialmente atrofizzato).

### Fiori

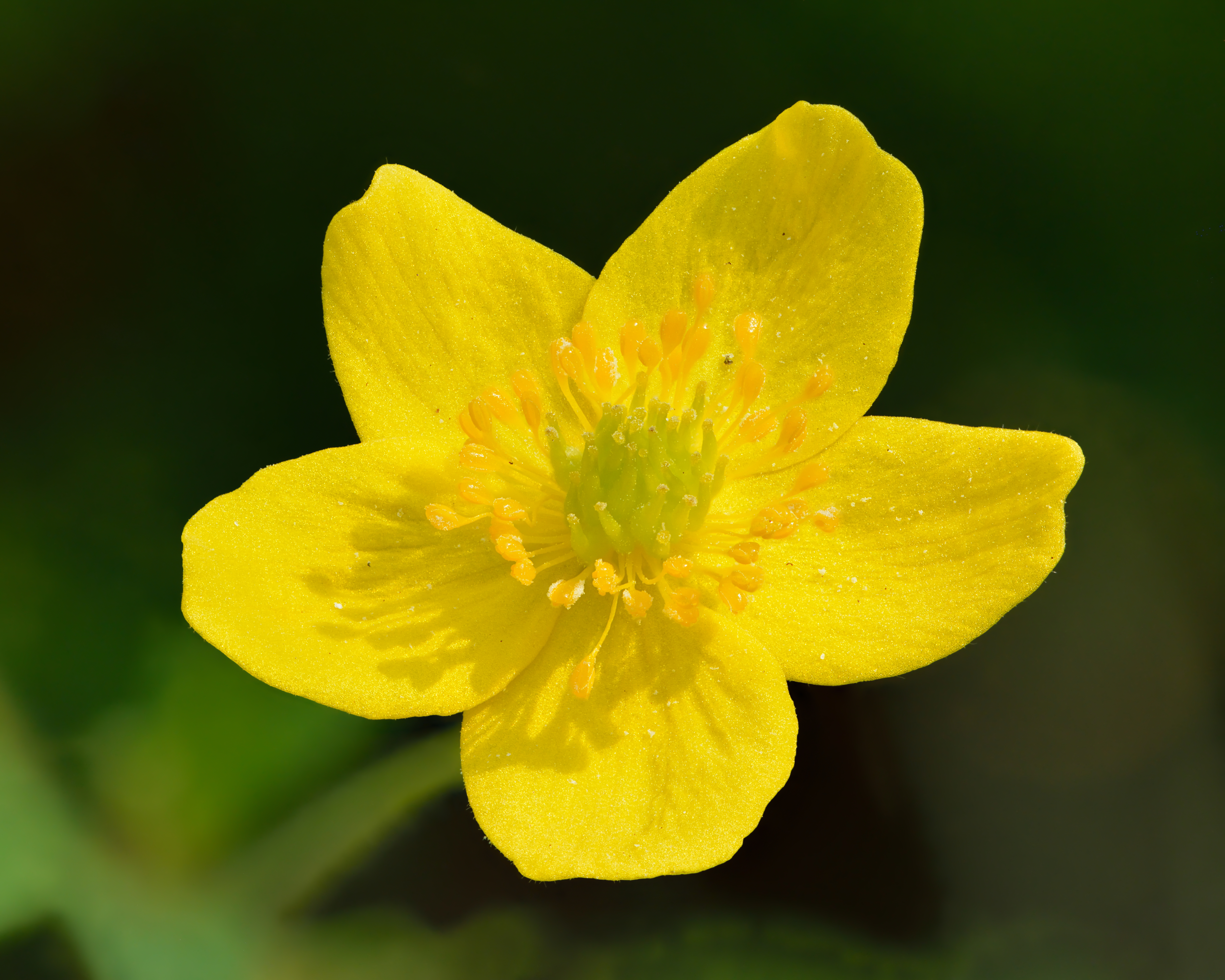
Il fiore

I fiori attinomorfi, dialipetali sono grandi fino a 3 cm, peduncolati e coperti di peluria increspata. Il calice è composto da sepali petaloidei e sono in numero di 5 - 8 di forma ovale (dimensioni massime 6 – 8 mm) dal colore giallo-dorato intenso e pelosi sulla parte esterna. Sono presenti inoltre numerosi carpelli liberi.

Per questo fiore si parla di poliandria primaria, ossia una struttura primitiva (dal punto di vista evolutivo) caratterizzata da numerosi stami in disposizione spiralata. Altrettanto numerosi sono i pistilli che poi si trasformano in frutti.

Impollinazione tramite api e mosche.

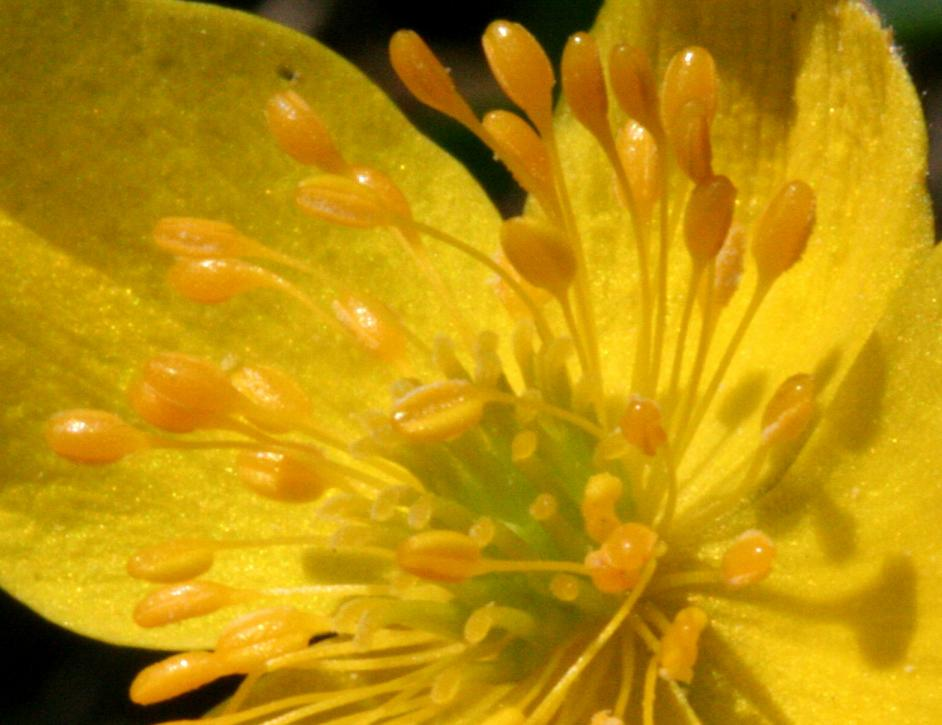
Primo piano degli stami e dei pistilli

Fioritura: marzo - maggio.

### Frutti
I frutti sono acheni, piccoli con dritti peli corti e setolosi e un breve becco superiore.

## Distribuzione e habitat
L'origine della pianta è euroasiatica, e in generale è diffusa nelle regioni temperato-fredde.
In Italia questa pianta è molto comune al Nord, mentre al Centro è localizzata in determinate zone. È presente dal piano fino a circa 1500 m s.l.m.
Nel resto dell'Europa è comune dalla Spagna del Nord agli Urali (più facilmente in Europa centrale).
Si trova nei boschi di latifoglie misti (faggete e querceti) o anche in boschi ripariali. 
In genere vive in terreni umidi, ombrosi e ricchi di humus.

## Tassonomia
Il genere Anemonoides comprendente circa 30 - 40 specie di cui alcune spontanee dell'Europa mentre altre provengono dall'America settentrionale o dall'Asia.
Specie simili:
- Anemonoides nemorosa L. - Anemone bianco: si differenzia soprattutto per il colore dei petali: bianco.

## Usi

### Farmacia
Può essere usata esternamente per combattere dolori articolari. È utilizzata in omeopatia come emmenagogo.

### Cucina
Contiene saponine tossiche per cui è sconsigliato qualsiasi uso domestico come del resto per tutte le ranunculaceae. È considerata pianta velenosa.

### Giardinaggio
A. ranunculoides può essere facilmente coltivato in giardino in quanto non teme il freddo. Durante il riposo invernale conviene conservare i bulbi in un luogo asciutto e buio.

## Galleria d'immagini

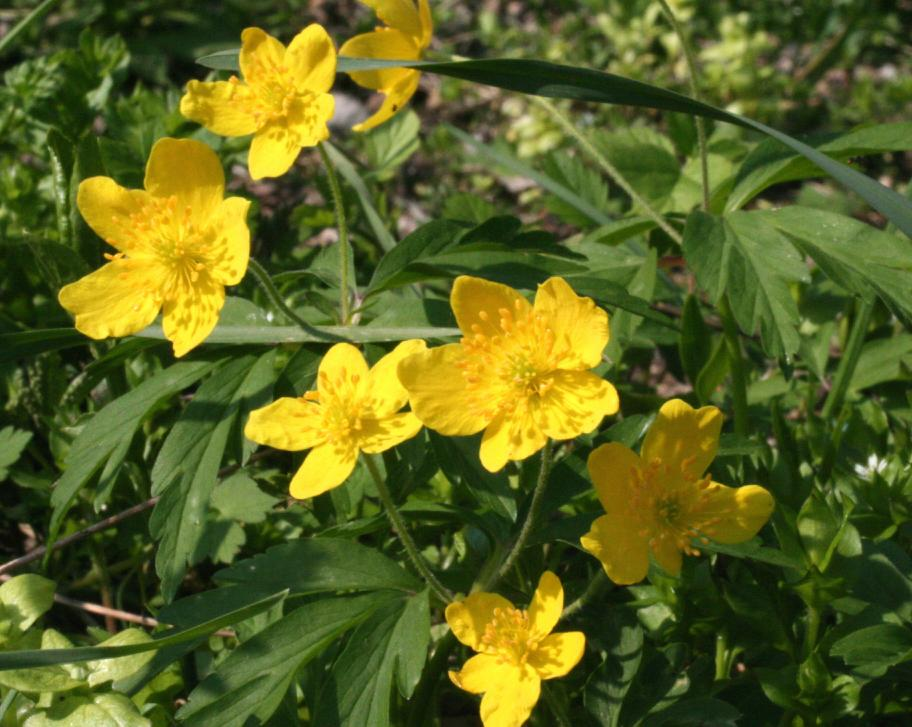
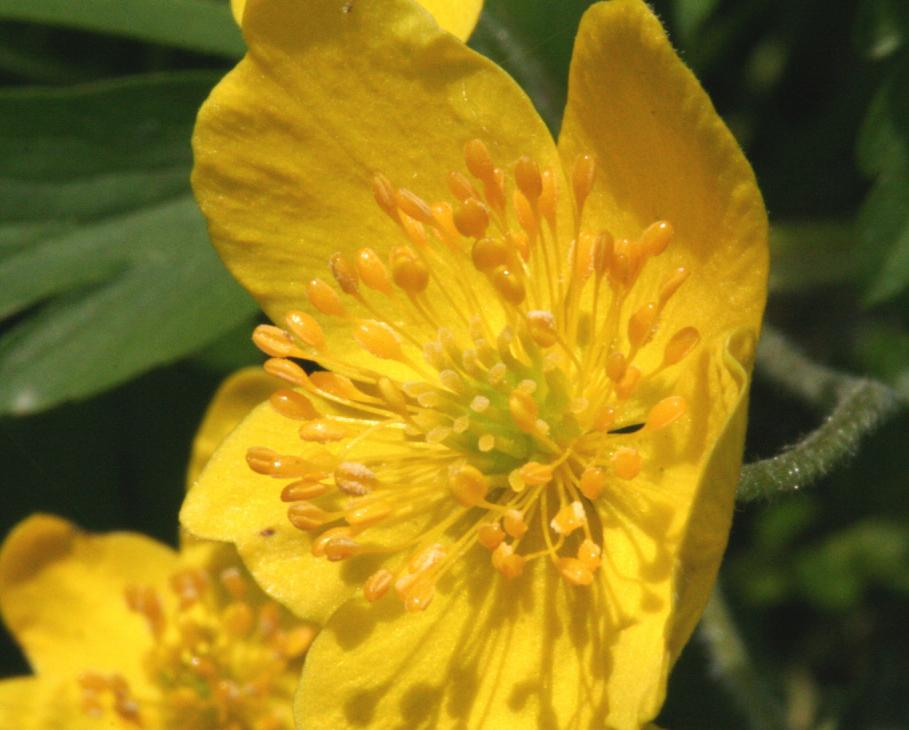
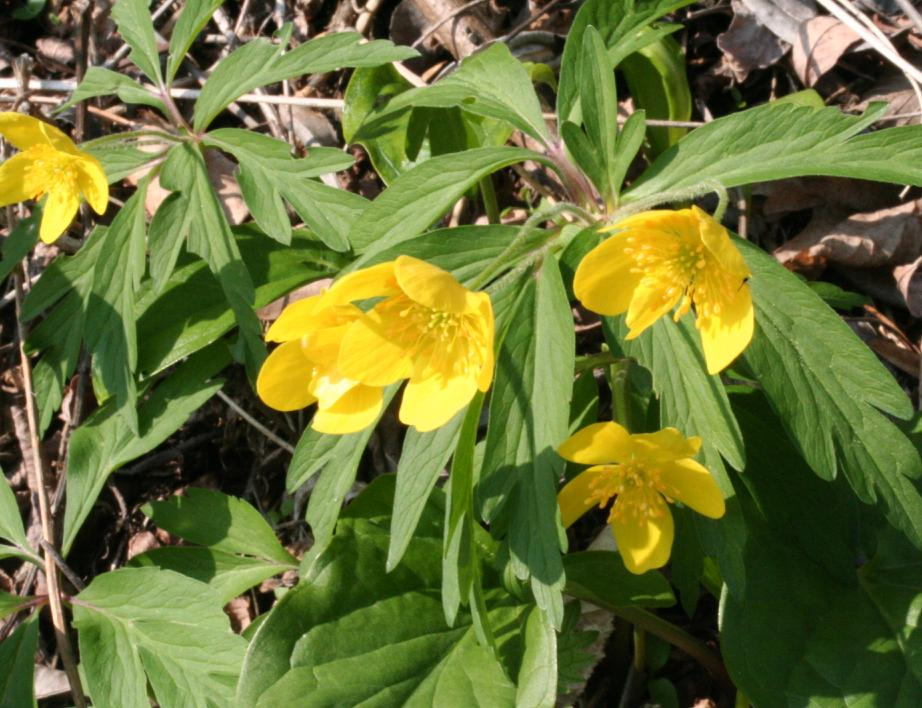
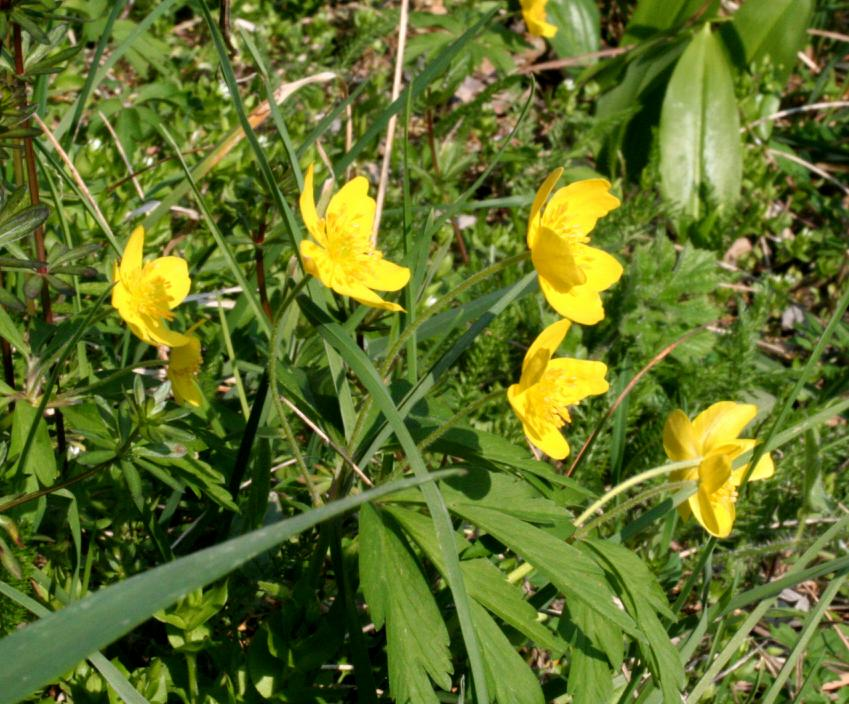
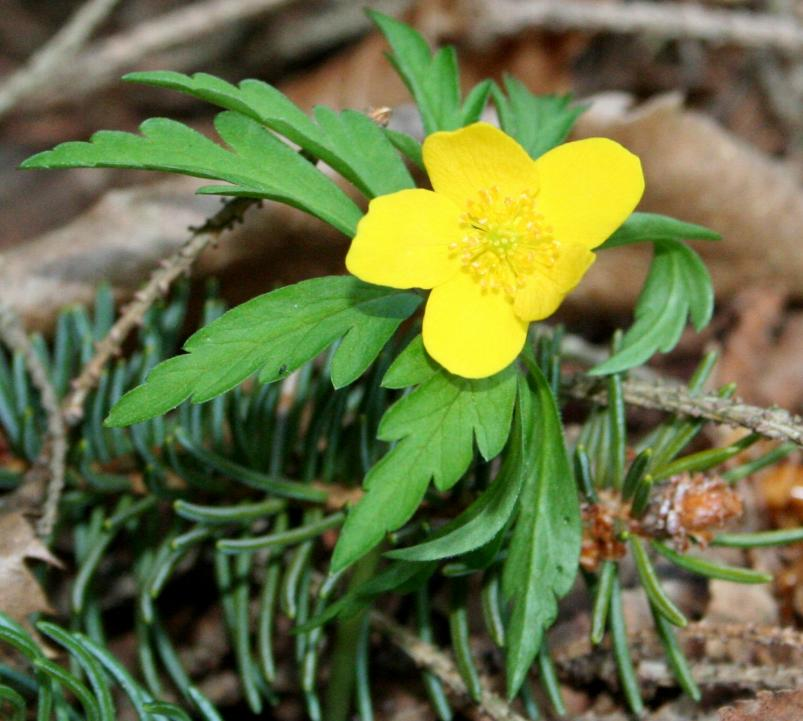